# From the Earth to the Moon
From the Earth to the Moon é uma minissérie de televisão dividida em doze episódios e que conta a história do programa espacial estadunidense na década de 1960 e início da década de 1970, com ênfase ao Projeto Apollo. Co-produzida por Tom Hanks, Ron Howard, Brian Grazer e Michael Bostick, foi lançada pela HBO em 1998. Foi baseada em sua maior parte no livro A Man on the Moon, do escritor Andrew Chaikin e fez utilização de vários efeitos especiais. Onze dos doze episódios tiveram a participação do ator e produtor Tom Hanks como narrador nos momentos iniciais. Contudo, o último episódio foi narrado por Blythe Danner, e neste Tom Hanks atuou como Jean-Luc Despont, um dos personagens, que teria sido assistente do cineasta Georges Méliès. O título da série foi baseado no famoso livro homônimo de Julio Verne. O já citado último episódio intercala momentos da última viagem tripulada à Lua com momentos de gravações de Le Voyage dans la Lune, filme lançado por Georges Méliès, também baseado no livro de Verne. No Brasil, a série foi exibida pela HBO em 2000.

## Proposta
A ideia de produzir uma minissérie retratando o programa espacial norte-americano na época das viagens à Lua surgiu após o sucesso do filme Apollo 13 (da mesma forma, o sucesso conseguido com o filme O Resgate do Soldado Ryan leva Tom Hanks e Steven Spielberg a produzirem a minissérie Band of Brothers, em 2001). Contudo, a proposta de From the Earth to the Moon era distanciar-se de outros filmes previamente produzidos a respeito de viagens espaciais. Desta forma, o Projeto Mercury, satisfatoriamente explorado no filme Os Eleitos, do início da década de 1980, é brevemente resumido apenas no primeiro episódio. Este episódio acabou mais focado no Projeto Gemini (até então nunca explorado por nenhum filme de renome) e na escolha dos astronautas que um dia caminhariam na Lua. Os produtores da séria já haviam trabalhado na criação do filme Apollo 13, que aborda a quase tragédia desta missão. Assim, o voo da nave Apollo 13 foi abordado por um episódio chamado We Interrupt This Program, mostrando a missão apenas do ponto de vista da mídia, praticamente sem exibir cenas dos astronautas durante a missão.

## Episódios
1. Vamos Conseguir? (título original: We Can Do This?) --- Mostra o ambiente da Corrida Espacial sob a perspectiva da NASA, incluindo sua decisão de enviar homens à Lua. Mostra ainda, resumidamente, a missão de Alan Shepard, primeiro norte-americano no espaço, dentro do Projeto Mercury e alguns voos do Projeto Gemini (Gemini IV, o quase desastre da Gemini VIII e o último voo da série, Gemini XII).
2. Apollo 1 (título original: Apollo One) --- Este episódio se concentra na tragédia da nave Apollo 1, que terminou na morte de três astronautas. Mostra ainda o severo processo de investigação para determinar as causas do acidente. Mostra, além disso, como a participação do astronauta Frank Borman foi importante não apenas nas investigações como junto à Justiça norte-americana.
3. Contagem Regressiva (título original: We Have Cleared the Tower) --- Mostra uma equipe de televisão produzindo um documentário fictício a respeito do voo da nave Apollo 7. Não apenas os astronautas da missão são entrevistados como também a tripulação de reserva e outras pessoas que faziam parte do programa espacial norte-americano.
4. 1968 (título original: 1968) --- À semelhança de um documentário, durante boa parte do episódio é mostrada a situação do mundo e dos Estados Unidos em 1968, ano em que a Apollo 8, no Natal, se tornou a primeira nave tripulada a girar em torno da Lua. Boa parte da história é mostrada sob a perspectiva da esposa do comandante da missão, Susan Borman (interpretada pela atriz Rita Wilson, esposa de Tom Hanks). Boa parte do episódio é mostrada em preto e branco, com exceção do momento do lançamento da nave e das cenas no espaço.
5. 50 Toneladas (título original: Spider) --- Mostra o desenvolvimento do módulo lunar e todas as dificuldades inerentes. Foca o voo da nave Apollo 9, que fez o teste do módulo no espaço, bem como o ponto de vista de Tom Kelly, engenheiro da Grumman, a empresa responsável pela criação da nave. Por breves instantes, é mostrada ainda parte do voo da nave Apollo 10.
6. Mar da Tranquilidade (título original: Mare Tranquilitatis) --- Trata-se da dramatização do primeiro pouso humano na Lua, realizado pela Apollo 11, com uma sequência de flashbacks, por ocasião de uma entrevista entre os tripulantes da nave e um âncora fictício, de nome Emmett Seaborn. O título original do episódio se refere ao local de alunissagem da missão.
7. Na Superfície da Lua (título original: That´s All There Is) --- Este episódio é focado na história do astronauta Alan Bean, quarto homem a caminhar na Lua, e suas experiências por ocasião do voo da Apollo 12. Trata-se de uma divertida representação da mais bem humorada equipe de astronautas que tripulou uma nave Apollo. O episódio também mostra, resumidamente, a história dos membros do terceiro grupo de astronautas da NASA, do qual Bean fazia parte.
8. Mudança de Planos (título original: We Interrupt This Program) --- Descreve a missão da Apollo 13 sob o ponto de vista da imprensa. O episódio evita comparações com o filme Apollo 13, focando apenas nos eventos que se desenrolavam em terra enquanto a dramática missão prosseguia no espaço. Mostra ainda a rivalidade entre um veterano repórter e um jovem recém chegado ao cargo.
9. A Milhas e Milhas (título original: For Miles and Miles) --- Conta a história do astronauta Alan Shepard e sua luta para voltar ao serviço ativo como astronauta, mantido em proibição por um problema em seu ouvido interno. O episódio foca-se, sobretudo, no voo que Shepard realizou à Lua comandando a Apollo 14. O título se refere à frase dita por Shepard ao se tornar o primeiro homem a jogar golfe em solo lunar.
10. Galileu Tinha Razão (título original: Galileo Was Right) --- Foca-se no treinamento dos astronautas das missões Apollo para se tornarem conhecedores de Geologia para o trabalho na Lua. Mostra, especificamente, o voo da Apollo 15. A contribuição de geólogos como Leon Silver, Harrison Schmitt e Farouk El-Baz são também mostradas. O título faz referência a Galileu Galilei e sua teoria de que corpos com diferentes massas cairiam com igual velocidade no vácuo. Tal ideia foi demonstrada pelo comandante da Apollo 15, David Scott, ao deixar cair no solo uma pena e um martelo, simultaneamente.
11. Clube das Esposas (título original: The Original Wives Club) --- Conta a história do Projeto Apollo sob o ponto de vista das esposas dos astronautas e como elas enfrentavam a pressão da imprensa enquanto temiam pela segurança de seus maridos. Embora este episódio seja focado na missão Apollo 16, poucas cenas no espaço são mostradas.
12. Le Voyage Dans La Lune (título original: Le Voyage Dans La Lune) --- Intercala a história da última missão tripulada à Lua (Apollo 17), com partes do filme que o francês Georges Méliès produziu no início do século XX, filme este que também tem o título Le Voyage Dans La Lune. Curiosamente, este episódio, que mostra o último voo à Lua, é também um dos que mais focam o lado emocional dos astronautas envolvidos, quando seria de se esperar que tal ocorresse justamente no que mostrasse o primeiro pouso lunar.

## Integração com filmes existentes
A minissérie, concentra-se no programa espacial Apollo, foi produzida com a intenção de não repetir outras representações dramáticas de eventos da corrida espacial.
O Projeto Mercury, que foi retratado no filme Os Eleitos, foi brevemente resumido no primeiro episódio. Os produtores da minisserie Hanks, Howard e Grazer, que tinham produzido anteriormente o filme Apollo 13, deliberadamente abordaram no episódio "We Interrupt This Program" a partir da perspectiva dos meios de comunicação que cobrem o voo, já que o filme já tinha coberto a história a partir do ponto de vista da tripulação e a equipe de controle da missão.

## Premiações
A minissérie foi premiada com o Emmy Award e um Golden Globe como melhor série de 1998 .

## Elenco
A minissérie tem um elenco bastante grande, impulsionado em parte pelo fato de que ele retrata 30 dos 32 astronautas que voaram (ou estavam se preparando para voar) das 12 missões do programa Apollo. (Os únicos dois astronautas da Apollo não representados por atores são creditados o piloto do Módulo de Comando da Apollo 13 Jack Swigert, e piloto do Módulo de Comando  da Apollo 17 Ronald Evans.) Membros de muitas das famílias dos astronautas, e o da NASA e o pessoal que não é da NASA, também estão retratados.
Vários personagens de ficção (ou ficcionais) também estão incluídos, nomeadamente o apresentador de televisão Emmett Seaborn (Lane Smith), que aparece em 9 dos 11 episódios.

Tom Hanks (apresentador; Jean-Luc Despont)
John Posey (John Young)
Nick Searcy (Donald Slayton)
Daniel Hugh Kelly (Eugene Cernan)
David Andrews (Frank Borman)
Robert Treveiler (Gordon Cooper
Norbert Weisser (Wernher von Braun)
Brett Cullen (David Scott)
Bryan Cranston (Edwin Aldrin)
Mark Harmon (Walter Schirra)
Tim Daly (James Lovell)
George Newbern (Stuart Roosa)
Gary Cole (Edgar Mitchell)
Adam Baldwin (Fred Haise)
Steve Hofvendahl (Thomas Stafford)
Connor O'Farrell (James McDivitt)
Cary Elwes (Michael Collins)
Ben Marley (Roger Chaffee)
Jim Leavy (Clifton Williams)
Tony Goldwyn (Neil Armstrong)
Fredric Lehne (Walter Cunningham)
Ted Levine (Alan Shepard)
Gareth Williams (James Irwin)
Chris Ellis (Robert Parker)
Dan Lauria (James Webb)
Zeljko Ivanek (Thomas Mattingly)
George Newbern (Stuart Roosa)
John Mese (Donn Eisele)
Kieran Mulroney (Russell Schweickart)
Mark Rolston (Virgil Grissom)
Geoffrey Nauffts (Edward Gibson)
Tom Verica (Richard Gordon)
Dave Foley (Alan Bean)
J. Downing (Charles Duke)
Chris Isaak (Edward White)
Robert John Burke (William Anders)
Tom Amandes (Harrison Schmitt)
Michael Raynor (Alfred Worden)
Doug McKeon (Joseph Allen
Marc Macaulay (Karl Henize)
Peter Scolari (Charles Conrad)
Paul McCrane (Charles Conrad)
Tchéky Karyo (Georges Méliès)
Matt Craven (Thomas Kelly)
Reed Birney (John Houbolt)
Dann Florek (Robert Seamans)
Lane Smith (Emmett Seaborn)
Max Wright (Guenter Wendt)
John Carroll Lynch (Bob Gilruth)
Stephen Root (Chris Kraft)
David Clyde Carr (Gerry Griffin)
Deirdre O'Connell (Barbara Young, esposa do astronauta John Young)
Rita Wilson (Susan Borman, esposa do astronauta Frank Borman)
Elizabeth Morehead (Tracy Cernan, filha do astronauta Eugene Cernan
JoBeth Williams (Marjorie Slayton, esposa do astronauta Donald Slayton)
Cynthia Stevenson (Jane Conrad, esposa do astronauta Charles Conrad)
Elizabeth Perkins (Marilyn Lovell, esposa do astronauta James Lovell)
Debra Jo Rupp (Marilyn See, viúva do astronauta Elliot See)
Kristie Horton (Barbara Lovell, filhas do astronauta James Lovell)
Ruth Reid (Betty Grissom, viúva do astronauta Virgil Grissom)
Wendy Crewson (Faye Stafford, esposa do astronauta Thomas Stafford)
Mike Pniewski (cirurgião)
Kevin Pollak (Joe Shea)
Barry Bell (Rocco Petrone)
Dan Butler (Gene Kranz)
George Kapetan (Ed Fendell)
Holmes Osborne (George Low)
Rita Wilson (Susan Borman, eposa do astronauta Frank Borman)
John Mountford (Christopher Conrad, filho do astronauta Charles Conrad)
DeLane Matthews (Pat McDivitt, filha do astronauta James McDivitt]])
Elliot Kachnycz (Jay Lovell, filho do astronauta James Lovell)
Sally Field (Truddy Cooper, esposa do astronauta Gordon Cooper)
Diana Scarwid (Joan Aldrina, esposa do astronauta Edwin Aldrin)
Mikki Scanlon (Patricia Collins, esposa do astronauta Michael Collins)
Ashleigh Ann Wood (Alice Shepard, esposa do astronauta Alan Shepard)
Lesa Thurman (joan Roosa, esposa do astronauta Stuart Roosa)
Signe Kiesel (Martha Chaffee, viúva do astronauta Roger Chaffee
John Wickersham (Fido)
Jo Anderson (Pat White, eposa do astronauta Edward White)
Sam Anderson (Thomas Paine)
David Clennon (Leon Silver)
Isa Totah (Farouk El-Baz) 
Dan Butler (Gene Kranz)
Ann Magnuson (enfermeira Dee O´Hara)
Steve DuMouchel (Jeff Jordy)
Ann Cusack (Jan Armstrong, esposa de Neil Armstrong)
Krista Adair (Josephne "Jo" Schirra, esposa do astronauta Walter Schirra)
Dann Florek (Robert Seamans)
Tim Parati (Blaisdell)
Clint Howard (Paul Lucas)
Rick Warner (Julian Bowman)
Winona Ryder (garota em festa no episódio 11) 
Jason Khoury (Jovem Sahjid, no último episódio)
Bart Braverman (Velho Sahjid, no último episódio)
Walter Cronkite (ele próprio)